# Edward Joris
Edward Joris   (Anvers, 1876 - 1957) va ser un anarquista belga que va estar implicat en un atemptat contra el Sultà Abdul Hamid II a Istanbul al 1905.

## Vida
Nascut el 1876, Joris va deixar l'escola als 13 anys per començar a treballar com a empleat naval. Va ser secretari de la branca local del Partit dels Treballadors belgues de 1895 a 1898 i va contribuir al diari Anarquista Ontwaking sota el pseudònim Edward Greene.
Al 1901 va viatjar a Istanbul, on va treballar breument escrivint correspondència comercial en francès i anglès i més tard a l'empresa de màquines de cosir Singer. Al 1902 la seva promesa, Anna Nellens, se li va unir a Istanbul i es van casar.
A través d'un company de feina, Joris es va implicar en la Federacio Revolucionària Armènia i per extensió en una trama per assassinar el Sultan Abdul Hamid II. El conspiradors es van reunir i van emmagatzemar explosius i armes de foc a seva casa. L'atemptat va ser dut a terme el 21 de juliol de 1905, assassinant 26 persones i ferint-ne 58, però no va matar el Sultà. Joris va ser arrestat sis dies més tard. Va ser portat a judici el 25 de novembre i sentenciat a mort el 18 de desembre. A causa de la pressió diplomàtica de Bèlgica, la sentència mai va ser va duta a terme. Un comitè de suport va ser creat per intel·lectuals d'ala esquerra a Bèlgica per mantenir pressió sobre el govern belga per treballar pel seu alliberament. Joris va ser mantingut dins presó fins al 23 desembre de 1907 quan va retornar a Bèlgica. Les seves cartes de presó van formar la base d'un llibre sobre la seva implicació en la trama.
Després del seu retorn a Bèlgica, Joris va treballar com a llibreter i va secretari a Anvers de la branca de la Lliga dels drets de l'home. Després de la Primera Guerra Mundial va ser condemnat acusat de col·laborar amb la Flamenpolitik de les forces d'ocupacio, i va buscar refugi als Països Baixos. Va tornar a Bèlgica després d'una amnistia al 1929 i va treballar com a agent de publicitat. Va morir el 1957.